# Caso República
O Caso República foi um episódio da luta pelo controlo da comunicação social na República Portuguesa, ocorrido a 19 de maio de 1975, correspondente à invasão e ocupação do jornal República, e subsequente expulsão de membros da sua direcção, apoiada pelo Partido Socialista (PS), por trabalhadores afectos ao Partido Comunista Português (PCP) e, segundo Mário Soares, ao União Democrática Popular UDP. Levaria ao abandono do PS do IV Governo Provisório de Portugal.
A 19 de maio, na tomada das instalações, a Comissão Coordenadora de Trabalhadores do jornal comunicou aos jornalistas declarados personae non gratae que quem deixasse as instalações não poderia voltar a entrar. No exterior da redação, o PS organizou uma manifestação de apoio à antiga direcção, com participação de Mário Soares e Manuel Alegre. A invasão e ocupação do jornal por parte da comissão (representando os tipógrafos, gráficos e administrativos revoltosos) foi justificada como sendo um protesto dirigido à linha editorial seguida no jornal, atacando a direcção do jornal por se "condicionar" face às suas ligações ao Partido Socialista, sendo a edição chefiada por Raúl Rêgo, então deputado socialista, e havendo vários outros jornalistas afectos ao PS.
Os trabalhadores ocupantes clamavam defender um "espírito unitário e anti-fascista", "ao serviço da revolução". Este era então um dos poucos órgãos de informação cuja linha editorial não se encontrava alinhada com a extrema-esquerda comunista representada no poder por Vasco Gonçalves, cujo governo havia nacionalizado a maioria dos grandes orgãos de comunicação, na onda de nacionalizações após a Intentona de 11 de Março spinolista. A expulsão da direcção do República foi caso que veio a ter grande repercussão internacional.
Foi sucedida pela ocupação semelhante da Rádio Renascença a 27 de maio, com os ocupantes posteriormente a denunciar uma alegada "transmissão clandestina".
O Caso República foi um dos temas mais discutidos na reunião da OTAN em Bruxelas a 27 de maio de 1975, centrada na liberdade de informação. Compreensivo aos ocupantes dos meios de imprensa, dada a sua aderência ao populismo de esquerda, Vasco Gonçalves diria:
| “ | Em 27 de Maio, desloquei-me à Bélgica, para a reunião anual de presidentes e chefes de Governo da NATO, e um dos temas que mais discussões provocaram com certos representantes estrangeiros foi precisamente o caso República, centrado na liberdade da informação. (...) Enquanto em Portugal se provocava todo um clima que servia de pretexto para agitar o fantasma de uma ditadura comunista, Mário Soares aproveitava as suas deslocações à Europa para convencer os governos e, em particular, a Internacional Socialista, de tal avanço. Contudo, devo salientar que nessa reunião da NATO ninguém levantou o caso da Rádio Renascença, que era, para nós, muito mais grave do que o do República. | ” |

De igual forma, na visita do presidente Costa Gomes a Paris, os jornalistas apenas queriam saber do caso República.
Com a direcção de Raúl Rêgo, publicar-se-ão alguns números do intitulado "Jornal do Caso República", começando em 29 de Maio, em que a antiga dirigência se justificava e denunciava a nova linha editorial como um ataque à liberdade expressão.
Cognominando a administração de "forças burguesas", os trabalhadores tomarão controlo do periódico com o apoio do COPCON. A 6 de junho, o Conselho da Revolução emite directivas de retorno à normalidade do jornal, da re-incoporação dos membros saneados nas suas posições prévias (divergências entre a presidência e o COPCON semelhantes às que ocorreram no rescaldo do 11 de Março, em que o comando de Otelo de Carvalho apontara armas ao embaixador da República Federal Alemã, forçando o governo a admitir a sua incapacidade de controlar os seus militares. E quando Otelo declarara o embaixador estado-unidense persona non-grata no país, cuja segurança colocava em questão. Mais tarde, mais próximo do 25 de Novembro, Otelo declararia o Conselho da Revolução como "Conselho da Contra-Revolução").
Entre 12 e 16 de junho, o COPCON dará aparências de tentar cumprir esta directiva do Conselho da Revolução, mas entrará em conflicto com os membros saneados com seu prévio apoio, que não se sentem apoiados pelo COPCON de forma a conseguirem trabalhar nas condições hostis criadas pela Comissão de Trabalhadores, e que acusam o COPCON de actuarem “em escandalosa defesa de uma das partes”. O jornal continuará sem condições para publicar, enquanto o Partido Socialista continuará a denunciar a situação como um atentado à liberdade de expressão. 
Começará o chamado Verão Quente de 1975. 
O jornal acaba entregue pelo COPCON aos trabalhadores, e o República retoma publicação a 9 de julho, "completamente alinhado com a extrema-esquerda", ainda que não necessariamente com o PCP, devido às outras facções que tinham feito parte da tomada da direcção do jornal e aos crescentes conflictos entre facções de extrema-esquerda. A 9 de julho, o Partido Socialista (PS) resolve abandonar o governo como sinal de protesto contra a ocupação do jornal e a falta de tomada de acções pelo Conselho da Revolução.
O PS e a administração eventualmente "deixam cair" o jornal. A administração de Raúl Rego cria em agosto o periódico "A Luta - Jornal Socialista Pluralista e Independente".
Para além do já referido Rádio Renascença, este evento foi sucedido por disputas semelhantes entre trabalhadores afectos à extrema-esquerda e administrações noutros jornais; como o "saneamento dos 24" do Diário de Notícias, a 27 de Agosto de 1975 e o O Século, a 26 de Outubro de 1975, esta última também principalmente levada a cabo por tipógrafos e outros não jornalistas da redação.

## Ligações Externas
- Jornal do Caso República, n.º 1, 29 Maio de 1975. Hemeroteca Digital de Lisboa
- Jornal do Caso República, n.º 2, 31 Maio 1975. Hemeroteca Digital de Lisboa